# Maurizio Merluzzo
Maurizio Merluzzo (Prato, 3 settembre 1986) è un doppiatore, direttore del doppiaggio e youtuber italiano.

## Biografia
Maurizio Merluzzo nasce a Prato il 3 settembre 1986 da genitori originari di Anzano di Puglia, comune della provincia di Foggia. Appassionatosi alla recitazione fin dalla giovane età, intraprende gli studi nella sua città natale frequentando le scuole medie "Ser Lapo Mazzei" e successivamente l'istituto professionale "Francesco Datini", dove ottiene l'attestato professionale triennale in grafica pubblicitaria, e dove frequenta il gruppo teatrale della scuola. Tra il 2003 e il 2005 frequenta inoltre la scuola di cinema "Anna Magnani" di Prato, dove collabora alla realizzazione di alcuni cortometraggi.
Nel gennaio del 2007 Merluzzo si trasferisce a Milano per frequentare il C.T.A. (Centro Teatro Attivo), dove studia recitazione con Aldo Stella, specializzandosi in doppiaggio e lavorando in quest'ultimo campo sia a Milano sia a Roma.
Appassionato di culturismo, Maurizio Merluzzo gestisce due canali YouTube: TheMerluzz e Cotto & Frullato.
Tra il 2022 e il 2024 ha lottato per la Superior Italian Wrestling con lo pseudonimo Capitan Fintus.

## Carriera
La carriera di Merluzzo inizia nel 2007, anno in cui comincia a partecipare ad alcuni provini ottenendo alcuni ruoli minori in film e serie d'animazione. Nell'aprile dell'anno successivo ottiene il ruolo di speaker ufficiale del canale televisivo All Music, prestando la propria voce ai promo fino alla conclusione delle trasmissioni avvenuta nel 2009.
Sempre nel 2008 viene scelto per prestare la voce al personaggio di Sai nell'anime Naruto: Shippuden, personaggio che doppia anche nei film della serie.
Nel settembre del 2009, con l'inizio delle trasmissioni del canale Disney XD, diventa speaker ufficiale dell'emittente, occupando questo ruolo fino alla chiusura del canale nel 2019. Sempre nello stesso periodo inizia a doppiare Robbie Amell nel ruolo di Jimmy Madigan nella serie televisiva True Jackson, VP, mentre l'anno successivo viene scelto per doppiare Leon Thomas III nel ruolo del personaggio principale André Harris nella serie televisiva Victorious. Tra il 2009 e il 2010 presta inoltre la sua voce a Ling Yao nell'anime Fullmetal Alchemist: Brotherhood.
Nel 2012 viene selezionato da Maurizio Trombini per il doppiaggio di Jonathan Scott nel docu-reality Fratelli in affari e inizia inoltre a doppiare il conduttore-protagonista Nev Schulman nel programma televisivo Catfish: false identità. Nel 2013 doppia il protagonista Top Cat nel film d'animazione Top Cat - Il film, ruolo che riprenderà anche nel 2016 nel film Top Cat e i gatti combinaguai.
Nel 2014 ottiene uno dei ruoli per cui è maggiormente conosciuto dal grande pubblico: viene infatti scelto per doppiare l'attore Travis Fimmel in Vikings, nel ruolo del protagonista delle prime quattro stagioni Ragnar Lothbrok.
Tra il 2015 e il 2016 è nel cast di doppiatori della serie televisiva Bitten, nella quale doppia l'attore Greyston Holt, interprete del personaggio maschile protagonista Clayton Danvers. Tra il 2017 e il 2018 doppia il protagonista John Tavner (interpretato da Michael Dorman) nelle due stagioni di Patriot, e presta la sua voce al Kaiohshin Zamasu, uno degli antagonisti principali di Dragon Ball Super.
Nel 2019 doppia l'attore Zachary Levi (che aveva già doppiato precedentemente nella serie televisiva La fantastica signora Maisel) nel ruolo di Shazam, protagonista dell'omonimo film del DC Extended Universe, ruolo che riprende nel 2023 per il sequel Shazam! Furia degli dei. Presta inoltre la sua voce a David Castañeda nel ruolo di Diego Hargreeves/Numero due nella serie televisiva The Umbrella Academy. Nel 2020 doppia Galo Thymos, personaggio protagonista del film d'animazione Promare e viene scelto per dare la sua voce a Mirio Togata dell'anime My Hero Academia e a Tengen Uzui di Demon Slayer.
Tra il 2021 e il 2022 doppia l'attore Jonathan Groff nel ruolo dell'agente Smith nel film Matrix Resurrections e Knuckles the Echidna nel film Sonic - Il film 2; tale ruolo lo copriva anche nei videogiochi sin da Sonic Generations e lo ha mantenuto nella miniserie televisiva incentrata sull'echidna. Sempre nel 2022, doppia inoltre il re del rock and roll Elvis Presley nel film Elvis.
Dal 2021 presta la voce a Donquijote Do Flamingo,  uno degli antagonisti principali in One Piece.
Nel 2024 doppia il gatto Garfield nel film Garfield - Una missione gustosa.
Come attore è stato protagonista delle webserie Getalive e Cotto & frullato, da cui è stato tratto il lungometraggio Cotto & frullato Z - The Crystal Gear, sempre con lui protagonista e distribuito nelle sale cinematografiche italiane il 12 giugno 2017..

## Doppiaggio

### Film
- Zachary Levi in Shazam!,[35][36] The Mauritanian, Shazam! Furia degli dei, Il magico mondo di Harold
- Jacob Fortune-Lloyd in I tre moschettieri - D'Artagnan, I tre moschettieri - Milady
- Idris Elba in Sonic 2 - Il film, Sonic 3 - Il film
- Reilly Dolman in Flicka 2
- Darren Shahlavi in Kickboxer - La vendetta del guerriero
- Garrett Hedlund in Billy Lynn - Un giorno da eroe
- Matt Smith in Ultima notte a Soho
- Ryan Kwanten in L'errore perfetto
- Danny Quinn in Go Go Tales
- Mike Yager in Denti
- William Lee Scott in American Sunshine
- Alexander Ludwig in Go with Me
- Chris Walley in Fright Night 2 - Sangue fresco
- Xavier Samuel in Drift - Cavalca l'onda
- Chad Lindberg in Oltre i binari
- James Bloor in Leatherface
- Wyatt Russell in Shimmer Lake
- Rajesh Shringarpore in Code Name: Geronimo
- Andrew Shim in This Is England
- Vincent Gallo in 2 giorni a New York
- Clovis Cornillac in Un po', tanto, ciecamente
- Aaron Barcelo in Sheer - I sogni finiscono all'alba
- Álex Batllori in Rec 2
- Raúl Peña in Chaotic Ana
- Maxi Iglesias in Paranormal Xperience 3D
- Ismael Martinez in Rec 3 - La genesi
- Stéphane Rideau in Una diga sul Pacifico
- Pio Marmaï in Ritorno in Borgogna
- Jaime Olías in Ghost Academy
- Nikos Gelia in Pazza idea
- David Schütter in We Are Young. We Are Strong.
- Kevin Janssens in Le Ardenne - Oltre i confini dell'amore
- Mohammed Yousry in Omicidio al Cairo
- Ervin Nagy in Corpo e anima
- Takuya Kimura in Space Battleship Yamato
- Nathan Keyes in La festa (peggiore) dell'anno
- Benjamin Ayres in 12 volte Natale
- Jason Parsons in DISconnected - La vita in un click
- Nolan Gerard Funk in Spectacular!
- Max Carver in Halo 4: Forward Unto Dawn
- Wes Chatham in Escape Plan 2 - Ritorno all'inferno
- Ryan Merriman in The Jurassic Games
- Jake Lacy in Johnny English colpisce ancora
- Max Irons in Terminal
- Michael Dorman in L'uomo invisibile
- Malik Sealy in Eddie - Un'allenatrice fuori di testa
- Turlough Convery in Ready Player One[37]
- Florian Munteanu in Shang-Chi e la leggenda dei Dieci Anelli
- Jonathan Groff in Matrix Resurrections
- Austin Butler in Elvis
- Gabriel Luna in Eddie & Sunny
- Nico Tortorella in Il luogo delle ombre
- Thomas Coumans in Le Fidèle - Una vita al massimo
- voce narrante in Riccione
- Dimitri Abold in Hunger Games - La ballata dell'usignolo e del serpente
- Jedrzej Hycnar in Napad - La rapina

### Serie televisive
- Robbie Amell in True Jackson, VP, Una serie di sfortunati eventi, Upload
- Jared Kusnitz in Community, Underemployed - Generazione in saldo
- Kim Soo-hyun in Dream High
- Zachary Levi in La fantastica signora Maisel
- David Castañeda in The Umbrella Academy
- Dominic Rains in Chicago Med
- Leon Thomas III in Victorious, iParty con Victorious
- Dan Ewing in Power Rangers RPM
- Andrew Gray in Power Rangers Megaforce
- Travis Fimmel in Vikings[36]
- Bryson Gilreath in My Life as Liz
- Nolan Gerard Funk in Diario di una nerd superstar
- Iago García in Una vita
- Michael Dorman in Patriot
- Drew Van Acker in Titans
- Eli Goree in Riverdale
- Brandon Micheal Hall in God Friended Me
- narratore in Clima del terzo tipo
- Matt Stokoe in Cursed
- Max Bennett in Leonardo
- Kıvanç Tatlıtuğ in Brave and Beautiful
- Neil Hopkins in Stargirl
- Jon Barinholtz in Superstore
- Beau Knapp in Il simbolo perduto
- Alex Hassell in Cowboy Bebop
- Clayton English in Hawkeye
- Thomas Müller in FC Bayern, Dietro la leggenda
- Diego Mesaglio in Rebelde Way
- Tobias Dürr in Tempesta d'amore
- Gabriel Luna in Matador
- Cem Yiğit Üzümoğlu in L'Impero Ottomano
- Steven John Ward in One Piece[38]
- Troy Baker in The Last of Us
- Matt Cedeño in Power
- Greyston Holt in Bitten
- Kerr Logan in L'altra Grace
- Kevin Schmidt in National Museum - Scuola di avventura
- Jake Lacy in I'm Dying Up Here - Chi è di scena?
- Austin Butler, Jon Seminara e Kevin Railsback in iCarly
- Laurence Fox in Lewis
- Parker Sawyers in Pine Gap
- Antonio Velázquez in  Tierra de Lobos - L'amore e il coraggio
- Alexander Sano in Undercover
- Max Alberti in Lena - Amore della mia vita
- Benjamin Alfonso in Cata e i misteri della sfera
- Jan Krauter in Nora Weiss
- Idris Elba in Knuckles
- Diego Diablo Del Mar in Wynonna Earp

### Animazione
- Top Cat in Top Cat e i gatti combinaguai, Top Cat - Il film, Jellystone
- Archer in Fate/stay night: Unlimited Blade Works, Fate/stay night: Heaven's Feel
- Edward Nygma / Enigmista in Batman: Hush e Scooby-Doo! e Batman - Il caso irrisolto
- Renji Abarai in Bleach: Memories of Nobody e Bleach: The DiamondDust Rebellion
- Ryo Asuka in Devilman – Il capitolo della nascita e Devilman – Il capitolo dell’arpia Sirèn (ridoppiaggio Yamato Video), Cyborg 009 vs Devilman
- Kobi (adulto), Rob Lucci (giovane), Donquijote Do Flamingo (6ª voce, ep. 579+)[32] in One Piece
- Sai e Yagura Karatachi in Naruto: Shippuden
- Sai in The Last: Naruto the Movie, Boruto: Naruto the Movie
- Dio Brando in Phantom Blood
- Appare-ranman!: Dylan G. Ordene
- Aria: Akatsuki Izumo
- Bakugan Battle Brawlers: New Vestronia: Keith Clay/Spectra Phantom
- Beelzebub: Oga Tatsumi[39]
- Bleach: Thousand-Year Blood War: Jugram Haschwalth
- Capeta: Naomi Minamoto
- Karl-Heinz Schneider in Captain Tsubasa
- Code Geass: Akito the Exiled: Klaus Warwick
- Code Lyoko: William
- Cuccioli cerca amici - Nel regno di Pocketville: William
- Demon Slayer: Tengen Uzui
- Dililì a Parigi: Émile-Antoine Bourdelle
- Dragon Ball Super: Zamasu
- Dream Team: Tatsuya Mizuno
- Tiger & Bunny: Ryan Goldsmith / Golden Ryan
- Fullmetal Alchemist: Brotherhood: Ling Yao
- Godzilla - Punto di singolarità: Haberu Kato
- Gintama: Elizabeth (Dragonia)
- He-Man and the Masters of the Universe: Keldor / Skeletor
- Hellsing Ultimate: Pip Bernadotte
- Hunter × Hunter: Abengane
- I Cavalieri dello zodiaco - The Lost Canvas: Manigoldo di Cancer
- Il principe del tennis: Katsuo Mizuno
- Inazuma Eleven GO Galaxy: Buddy Fury
- Inazuma Eleven GO Chrono Stones: Tokichiro Kinoshita (Hideyoshi Toyotomi)
- Inazuma Eleven GO: Njord Snio
- Karas: Nue
- Ken il guerriero: la leggenda di Raoul il dominatore del cielo: Juza delle nuvole
- Kilari: Matsuki
- L'attacco dei giganti: Theo Magath
- Lupin III - Prigioniero del passato: Berthet
- Codice Angelo: Manetti
- MÄR: Hamelin
- Masters of the Universe: Revelation: He-Man
- Mavka e la foresta incantata: Hush
- Mazinkaiser SKL: Ken Kaido
- My Hero Academia: Mirio Togata/Lemillion
- One-Punch Man: Lord Boros
- Overlord: Ainz Ooal Gown
- Pigianimali: Squacky
- Pokémon: Paul
- Promare: Galo Thymos
- Prosciutto e uova verdi: Topo
- Randy - Un Ninja in Classe: Bashford "Bash" Johnson
- Record of Ragnarok: Raiden Tameemon
- Resident Evil: Vendetta: Chris Redfield
- Romeo × Juliet: Curio
- Roujin Z: Yoshihiko Hasegawa
- Shazam vs Black Adam: Shazam
- Slayers Evolution-R: varie comparse
- Special A: Hajime Kakei
- Spider-Man: The New Animated Series: Harry Osborn
- Summer Wars: Riichi Jinnouchi
- Scooby!: Blue Falcon
- Sonic Prime: Knuckles the Echidna
- The Twisted Whiskers Show: Dash
- Tutor Hitman Reborn!: Lambo (adulto)
- Terror in Resonance: Nine
- Una notte al museo - La vendetta di Kahmunrah: Larry Daley
- Vampire Knight: Akatsuki Kain
- Vinland Saga: Torgrim
- Winx Club: Squonk
- Wolverine e gli X-Men: Nightcrawler
- Yu-Gi-Oh! GX: Marcel Bonaparte
- Yu-Gi-Oh! 5D's: Z-one (da giovane)
- Yu-Gi-Oh! Zexal: Mach
- Yu-Gi-Oh! Arc-V: Shay Obsidian
- Zatch Bell!: Gensou
- Zevo-3: Jason James / Z-Strap
- Happy Lucky Bikkuriman: Ippontsuri
- Flash & Dash: Herman
- Blame!: Killy
- Dancouga: Alan Igor
- Eureka Seven - Il film: Holland Novak
- Gaiking - Legend of Daiku-Maryu: Dick Allkind
- Garfield - Una missione gustosa: Garfield
- La vita moderna di Rocko: Attrazione statica: Filburt

### Videogiochi
- Assassin's Creed III:[40] Daniel Cross e Samuel Prescott
- Assassin's Creed: Syndicate:[41] Jacob Frye
- Assassin's Creed: Valhalla:[42] Bjorn il Berserker
- Batman: Arkham Origins:[43] Anarky
- Battlefield 3:[44] Cap. Joseph Brady
- Borderlands 3:[45] Troy Calypso
- Call of Duty: Advanced Warfare:[46] Torres
- Call of Duty: Black Ops:[47] Terrance Brooks e Dimitri Petrenko
- Call of Duty: Infinite Warfare:[48] Maynard "Griff" Griffin
- Cyberpunk 2077: Phantom Liberty:[49] Dante Caruso
- Dead Space 3:[50] Mark Rosen
- Diablo III:[51] Cacciatore di Demoni
- Diablo III: Reaper of Souls:[51] Cacciatore di Demoni
- Disneyland Adventures:[52] Biglietto Dorato
- Dying Light:[53] Harris Brecken
- Fable III: Soldato Kekulè
- Far Cry 3:[54] Callum
- Far Cry 4:[55] Reggie
- Far Cry 5:[56] Xander Flynn
- Gran Turismo 5:[57] Speaker #1
- Harry Potter e il principe mezzosangue: Angus Matlock
- Hearthstone:[58] Epuratore Scarlatto, Micro-Macchina, Osservatore e Gran Sacerdote Thekal
- Heroes of the Storm:[59] Rehgar Terrafuriosa
- Homefront:[60] Hopper
- Horizon Zero Dawn,[61] LEGO Horizon Adventures:[62] Helis
- Killzone: Shadow Fall:[63] Lucas Kellan
- Indiana Jones e l'antico cerchio:[64] Emmerich Voss
- Le Case della Follia: Narratore
- League of Legends: Ezreal
- Mass Effect 3:[65] Steve Cortez
- Mortal Kombat X: Liu Kang
- Overwatch:[66] Baptiste
- Overwatch 2:[67] Baptiste
- Prototype 2: Clint Riley
- Resident Evil: Revelations: Keith Lumley
- Sly Cooper: Ladri nel Tempo:[68] Tennessee Kid Cooper
- Sonic Generations,[69] Sonic Lost World,[70] Sonic Forces,[71] Super Smash Bros. Ultimate, Team Sonic Racing, Sonic Frontiers[72], Sonic X Shadow Generations:[73] Knuckles the Echidna
- Starlink: Battle for Atlas: Mason Rana[74]
- Suicide Squad: Kill the Justice League: Enigmista[75]
- Titanfall 2:[76] Jack Cooper
- The Last of Us:[77] James
- The Order: 1886:[78] Agente Mayfair e Francis
- Tom Clancy's Rainbow Six: Siege: Jäger
- Watch Dogs 2: altre voci
- World of Warcraft: Mortiferous

### Reality
- Fratelli in affari, Fratelli in affari: SOS Celebrity: Jonathan Scott
- Catfish: false identità:[79] Nev Schulman[10]
- Salt Lake Garage: Kevin Schiele (stagioni 1-6)

### Televisione
- All Music: speaker ufficiale
- Disney XD: speaker ufficiale (manca fonte e anni durata)

### Direzione del doppiaggio
- Cutie Honey Universe

## Filmografia

### Attore

#### Cinema
- Far Away, regia di Andrea Zamburlin – cortometraggio (2013)
- The House of the Rising Sun, regia di Ivan King – cortometraggio (2014)
- The Greatest Tournament, regia di Mauro Zingarelli – cortometraggio (2015)
- Cotto & frullato Z - The Crystal Gear, regia di Paolo Cellammare (2017)
- Tieni gli occhi chiusi, regia di Mauro Zingarelli – cortometraggio (2020)
- J Loop, regia di Andrea Zamburlin (2023)

#### Televisione
- Gli abiti del male – webserie, 5 episodi (2014)
- Getalive – webserie, 9 episodi (2015-2019)
- Pesci piccoli - Un'agenzia. Molte idee. Poco budget – serie TV, 1 episodio (2025)

#### Video musicali
- Immanuel Casto – Alphabet of Love (2016)
- Nanowar of Steel – La maledizione di Capitan Findus, regia di Paolo Cellammare (2021)

## Programmi televisivi
- Voice Anatomy (Rai 2, 2020-2021)

## Tour
- 2024 - ...E se facessi uno spettacolo!?[80]
- 2024 - ...E se ne facessi un altro!?[80]
- 2024/2025 - ...E se facessi un tour!?

## Audiolibri
- Nick Hornby, Tutto per una ragazza, collana Audiolibri liquidi, Salani, 2021  [2007], ISBN 978-88-6715-051-9.

## Titoli e riconoscimenti

### Doppiaggio
- La Musa d'Oro 2021: Miglior doppiaggio maschile ANIMAZIONE per Galo Thymos in Promare
- La Musa d'Oro 2022: Premio Nerd Show Bologna
- Voci nell'ombra 2024: Premio per la miglior voce nei Cartoni animati e Prodotti d'animazione

### Wrestling
- Superior Italian Wrestling
  - Sword Tournament 2023 [81]